# Kersti Kaljulaid
Kersti Kaljulaid (Tartu, 30. prosinca 1969.) bila je peta predsjednica Estonije između 2016. i 2021., te je bila prva i jedina predsjednica otkako je zemlja proglasila neovisnost 1918. Bila je i najmlađa predsjednica, s 46 godina u vrijeme izbora.
Kaljulaid je ušla u utrku za predsjedničke izbore u Estoniji 2016. u šestom krugu nakon pet prethodnih neuspješnih krugova. Tada je bila predstavnica Estonije u Europskom revizorskom sudu. 30. rujna 2016. ju je većina parlamentarnih stranaka nominirala kao zajedničku kandidatkinju za predsjednicu te jedinu službenu kandidatkinju za šesti krug. Izabrana je za predsjednicu 3. listopada 2016. s 81 glasom za i 17 suzdržanih.

## Rani život i obrazovanje
Godine 1987. Kaljulaid je maturirala u Tallinskoj srednjoj školi br. 44. Tijekom studija bila je članica Znanstvene udruge studenata na specijaliziranoj iz ornitologiju. Godine 1992. diplomirala je cum laude na Sveučilištu u Tartuu kao biologinja. Bila je članica je estonske studentske korporacije Filiae Patriae. Godine 2001. diplomirala je na Sveučilištu u Tartuu s MBA iz poslovnog upravljanja. Njezin je rad naslovljen "Riigi poolt asutatud sihtasutuste juhtimissüsteemi täiustamine" ili "Poboljšanje sustava upravljanja državnim zakladama".

## Karijera

### Poslovna karijera
Od 1996. do 1997. Kaljulaid je bila voditeljica prodaje u državnom telekomu Eesti Telefon, a od 1997. do 1998. voditeljica projekta u Hoiupanga Investeeringute AS. Od 1998. do 1999. godine bila je zaposlena u odjelu investicijskog bankarstva Hansabanke Hansabank Markets. Od 1999. do 2002. Kaljulaid je radila kao ekonomska savjetnica estonskog premijera Marta Laara. Od 2002. do 2004. bila je direktorica tvrtke Iru Power Plant, podružnice državne energetske tvrtke Eesti Energia. Bila je prva žena koja je vodila elektranu u Estoniji.
Godine 2004., kada je Estonija ušla u Europsku uniju, Kaljulaid je imenovana predstavnicom te zemlje u Europskom revizorskom sudu. Od 2011. Kaljulaid je predsjednica odbora Sveučilišta u Tartuu.

### Politička karijera
Kaljulaid se definirala kao liberalna konzervativka. Govorila je o podršci snažnom civilnom društvu s manje uplitanja države, dok je pridavala veliku važnost pomoći onima kojima je potrebna. Ima liberalne poglede na društvena pitanja kao što su LGBT prava i imigracija. Često je objavljivala mišljenja u estonskim medijima o položaju Estonije u Europskoj uniji te o društvenim i ekonomskim pitanjima. Osim toga, redovita je sudionica političkih analitičkih emisija Radio Kukua, npr "Keskpäevatund".
Od 2001. do 2004. Kaljulaid je bila članica političke stranke Unije Pro Patria, prethodnice sadašnje Unije Pro Patria i Res Publica, ali se nije kandidirala na izborima.
Kako je Kaljulaidin mandat članice Europskog revizorskog suda trebao završiti 7. svibnja 2016., ona je u studenom 2015. potvrđena za sljedeću voditeljicu PRAXIS Centra za političke studije. Iako je estonska vlada trebala predložiti njezinu zamjenu na sudu do 7. veljače 2016., to ipak nije uspjela učiniti do kraja njezina mandata, pa je ostala na poziciji.
Dana 19. rujna 2016. novoosnovani Savjetodavni odbor za praćenje razvoja pri kancelariji estonskog parlamenta izglasao je Kaljulaid za svoju predsjednicu.
Nakon nekoliko neuspjelih pokušaja da se izabere novi predsjednik u kolovozu i rujnu 2016., takozvano "vijeće starješina" Riigikogua, koje se sastoji od predsjednika, potpredsjednika i čelnika većine parlamentarnih stranaka, pitalo je Kaljulaid bi li bila voljna kandidirati se za predsjednicu. Uz njezinu suglasnost, "vijeće starješina" ju je predložilo kao jedinu potencijalnu predsjedničku kandidatkinju zastupnicima Riigikogu-a 3. listopada 2016. Njezina je kandidatura službeno registrirana 30. rujna. Predsjednik Riigikogu-a Eiki Nestor rekao je da Kaljulaid nedvojbeno ima potrebnih 68 glasova od 101-članog Riigikogu-a, no točan broj ostaje za vidjeti. Naposljetku je njezinu kandidaturu podržalo 90 zastupnika Riigikogua. Na izborima je pobijedila s 81 glasom razlike uz 17 suzdržanih i niti jedan glas protiv; parlamentarna stranka EKRE javno je izjavila da je ne. No ta je stranka imala samo 7 glasova.
Prema Ustavu, predsjednik je ceremonijalna osoba bez čak i nominalne izvršne ovlasti; Ustav izričito daje izvršnu vlast Vladi. Bez obzira na to, izbor Kaljulaid smatrao se povijesnim jer je bila prva predsjednica u povijesti zemlje.
Glavna primjedba koju su mediji, ali i političari i ulične ankete više puta iznosili tijekom njezine kandidature bila je da je relativno nepoznata u usporedbi s kandidatima koji su sudjelovali u kampanji. Suočila se s prigovorom u svom javnom pismu i tijekom nekoliko intervjua obećavši da će postati vidljiva diljem zemlje, posjećujući različita područja i izravno razgovarajući s ljudima. Sredinom listopada 2016. godine prvo provedeno istraživanje pokazalo je da Kaljulaid podržava 73 posto.
Estonska vlada je 2020. godine nominirala Kaljulaid kao svoju kandidatkinju za nasljednika Angela Gurríe na poziciji glavnog tajnika Organizacije za ekonomsku suradnju i razvoj (OECD) na petogodišnji mandat. U siječnju 2021. Kaljulaid je objavila da je povukla svoju kandidaturu, pozivajući se na konzultacije koje su je navele da vjeruje da prihvaćanje položaja na kraju svog prvog predsjedničkog mandata usred pandemije COVID-19 u Estoniji "ne bi bilo najbolje rješenje". Upravo je ušla u drugi krug procesa intervjua.
Dana 21. siječnja 2021. oporbena Socijaldemokratska stranka objavila je da će podržati Kaljulaid ako se kandidira za drugi mandat na estonskim predsjedničkim izborima 2021. Da ju je kao predsjedničku kandidatkinju na izborima imenovala vlada premijerke Kaje Kallas. To bi joj dalo dovoljno glasova da je izabere Riigikogu. Do lipnja 2021. objavljeno je da je vlada "ohladila" u pogledu mogućnosti da Kaljulaid služi drugi predsjednički mandat, smatrajući je previše polarizirajućom. Ipak, kasnije je potvrdila da će se kandidirati za drugi mandat na izborima. Međutim, nije dobila dovoljno potpore od zastupnika da bi bila kvalificirana; Ustav zahtijeva da predsjedničke kandidate imenuje najmanje 21 zastupnik kako bi bili kandidati.

## Priznanja
Godine 2017. Kaljulaid je postala prva Estonka koja se našla na popisu 100 najmoćnijih žena svijeta časopisa Forbes, smjestila se na 78. mjesto i došla na dvadeset drugo mjesto među najutjecajnijim političkim vođama.

## Osobni život
Kaljulaid ima kćer i sina iz prvog braka. Također je i baka troje djece. Njezin drugi muž je Georgi-Rene Maksimovski s kojim ima dva sina. Njezin polubrat, Raimond Kaljulaid, političar je i član parlamenta.

## Nagrade
- Godine 2009. Europski pokret Estonija dodijelio je Kaljulaid titulu Europljanke godine.[42]
- Godine 2014. Zaklada Otvorena Estonija dodijelila joj je Nagradu jedinstva za njene analize i komentare koji objašnjavaju funkciju Europske unije za estonsku publiku.[43]
- Godine 2020. Estonska LGBT udruga dodijelila joj je nagradu Rainbow Hero (vikerkaarekangelase auhind), za njenu javnu podršku gej zajednici u Estoniji.[44]